# گلباغی
گلباغی روستایی از توابع بخش مرکزی شهرستان دلفان است که مردم آن از قوم‌لک هستند و به زبان لکی تکلم می‌کنند.

## جمعیت
این روستاهادر دهستان نورآباد قرار دارند و براساس سرشماری مرکز آمار ایران در سال ۱۳۸۵، جمعیت آنها۳۲۶نفر ۵۱خانوار) بوده‌است.